# Villa Parque Santa Ana
Villa Parque Santa Ana is een plaats in het Argentijnse bestuurlijke gebied Santa María in de provincie Córdoba. De plaats telt 1.759 inwoners.